# Villaviciosa de Córdoba
Villaviciosa de Córdoba é um município da Espanha na província de Córdova, comunidade autónoma da Andaluzia. Tem 468,75 km² de área e em 2021 tinha 3 191 habitantes (densidade: 6,8 hab./km²).

## Demografia
| Variação demográfica do município entre 1991 e 2004 | Variação demográfica do município entre 1991 e 2004 | Variação demográfica do município entre 1991 e 2004 | Variação demográfica do município entre 1991 e 2004 |
| --------------------------------------------------- | --------------------------------------------------- | --------------------------------------------------- | --------------------------------------------------- |
| 1991                                                | 1996                                                | 2001                                                | 2004                                                |
| 3981                                                | 3911                                                | 3756                                                | 3667                                                |